# Labuan (distriktshuvudort)
Labuan är en distriktshuvudort i Indonesien.   Den ligger i provinsen Banten, i den västra delen av landet, 110 km väster om huvudstaden Jakarta. Labuan ligger 12 meter över havet och antalet invånare är 33 576.
Terrängen runt Labuan är platt åt sydost, men åt nordost är den kuperad. Havet är nära Labuan västerut.Runt Labuan är det tätbefolkat, med 982 invånare per kvadratkilometer. Det finns inga andra samhällen i närheten. 